# Palmarès des tournois majeurs de xiangqi
Les tournois de xiangqi les plus importants sont des tournois organisés dans les pays où le xiangqi est le plus populaire, à savoir essentiellement la Chine et le Vietnam.

## Tournois majeurs chinois
Dans une discipline ultra dominée par les Chinois ce sont les compétitions où le niveau est le plus relevé.

### Championnat national individuel
Le championnat national individuel est un événement officiel organisé par la commission nationale athlétique chinoise ; c'est l'événement destiné a déterminer le meilleur joueur chinois.
Organisé pour la première fois en 1956, Le championnat a été suspendu en 1961 et 1963 pour cause de désastres naturels.
En 1967, la révolution culturelle condamne la pratique du xiangqi.
Le championnat ne peut être réorganisé qu'en 1974. Il est de nouveau suspendu en 1976 à l'occasion de la mort de Mao Zedong.
| Année | Vainqueur          | 2e             | 3e            |
| ----- | ------------------ | -------------- | ------------- |
| 1956  | Yang Guanglin (zh) |                |               |
| 1957  | Yang Guanglin (2)  |                |               |
| 1958  | Li Yiting          |                |               |
| 1959  | Yang Guanglin (3)  |                |               |
| 1960  | Hu Ronghua         |                |               |
| 1962  | Hu Ronghua (2)     |                |               |
| 1964  | Hu Ronghua (3)     |                |               |
| 1965  | Hu Ronghua (4)     |                |               |
| 1966  | Hu Ronghua (5)     |                |               |
| 1974  | Hu Ronghua (6)     |                |               |
| 1975  | Hu Ronghua (7)     |                |               |
| 1977  | Hu Ronghua (8)     |                |               |
| 1978  | Hu Ronghua (9)     |                | Liu Dahua     |
| 1979  | Hu Ronghua (10)    | Liu Dahua      |               |
| 1980  | Liu Dahua          |                |               |
| 1981  | Liu Dahua (2)      |                |               |
| 1982  | Li Laiqun          |                | Lü Qin        |
| 1983  | Hu Ronghua (11)    | Lü Qin         |               |
| 1984  | Li Laiqun (2)      |                |               |
| 1985  | Hu Ronghua (12)    |                |               |
| 1986  | Lü Qin             | Xu Tianhong    |               |
| 1987  | Li Laiqun (3)      |                |               |
| 1988  | Lü Qin (2)         |                |               |
| 1989  | Xu Tianhong        |                |               |
| 1990  | Zhao Guorong       | Wan ChunLin    |               |
| 1991  | Li Laiqun (4)      | Lü Qin         |               |
| 1992  | Zhao Guorong (2)   | Xu Tianhong    |               |
| 1993  | Xu Yinchuan        |                |               |
| 1994  | Thao Hanming       |                | Yu Youhua     |
| 1995  | Zhao Guorong (3)   |                |               |
| 1996  | Xu Yinchuan (2)    |                |               |
| 1997  | Hu Ronghua (13)    | Lü Qin         |               |
| 1998  | Xu Yinchuan (3)    |                |               |
| 1999  | Lü Qin (3)         |                |               |
| 2000  | Hu Ronghua (14)    |                |               |
| 2001  | Xu Yinchuan (4)    |                |               |
| 2002  | Yu Youhua          | Thao Hanming   | Liu Dianzhong |
| 2003  | Lü Qin (4)         |                |               |
| 2004  | Lü Qin (5)         | Liu Dianzhong  | XuYinchuan    |
| 2005  | Hong Zhi           | Pan Zhenbo     | Li Hongjia    |
| 2006  | Xu Yinchuan (5)    | Zhao Guorong   | Lü Qin        |
| 2007  | Zhao Xinxin        | Lü Qin         | Zhao Guorong  |
| 2008  | Zhao Guorong (4)   | Hong Zhi       | Lü Qin        |
| 2009  | Xu Yinchuan (6)    | Lü Qin         | Miao Liming   |
| 2010  | Jiang Chuan        | Wang Yuefei    | Zhao Guorong  |
| 2011  | Sun Zhongheng      | Xu Yinchuan    | Wang Yang     |
| 2012  | Wang Tianyi        | Hong Zhi       | Xu Yinchuan   |
| 2013  | Xie Jing           | Wang Tianyi    | Zheng Weitong |
| 2014  | Zheng Weitong      | Wang Tianyi    | Xu Yinchuan   |
| 2015  | Zheng Weitong (2)  | Zhao Xinxin    | Shen Peng     |
| 2016  | Wang Tianyi (2)    | Zheng Weitong  | Zhao Xinxin   |
| 2017  | Xu Chao            | Wang Tianyi    | Chen Meng     |
| 2018  | Wang Yang          | Chen Hongsheng | Jiang Chuan   |
| 2019  | Wang Tianyi (3)    | Wang Yang      | Zheng Weitong |
| 2020  | Wang Kuo           | Zhao Xinxin    | Hong Zhi      |

### Coupe Wu Yang ou Coupe des Cinq Béliers
La Coupe des Cinq Beliers (zh) ou Coupe Wuyang est un des tournois de xiangqi au niveau le plus élevé.
Il est organisé par le journal Yángchéng Wǎnbào (羊城晚报) (en) et le magazine "New Sports (新体育)".
| Année | Vainqueur       | 2°           | 3°           |
| ----- | --------------- | ------------ | ------------ |
| 1981  | Liu Dahua       | Hu Ronghua   | Yang Guanxi  |
| 1982  | Hu Ronghua      | Liu Dahua    | Yang Guanxi  |
| 1983  | Liu Dahua (2)   | Hu Ronghua   | Yang Guanxi  |
| 1984  | Li Laiqun       | Hu Ronghua   | Yang Guanxi  |
| 1985  | Hu Ronghua (2)  | Lü Qin       | Li Laiqun    |
| 1986  | Hu Ronghua (3)  | Li Laiqun    | Lü Qin       |
| 1987  | Hu Ronghua (4)  | Lü Qin       | Li Laiqun    |
| 1988  | Hu Ronghua (5)  | Lü Qin       | Li Laiqun    |
| 1989  | Lü Qin          | Hu Ronghua   | Li Laiqun    |
| 1990  | Lü Qin (2)      | Li Laiqun    | Liu Dahua    |
| 1991  | Lü Qin (3)      | Hu Ronghua   | Liu Dahua    |
| 1992  | Lü Qin (4)      | Hu Ronghua   | Xu Tianhong  |
| 1993  | Lü Qin (5)      | Hu Ronghua   | Xu Tianhong  |
| 1994  | Xu Yinchuan     | Lü Qin       | Xu Tianhong  |
| 1995  | Xu Yinchuan (2) | Lü Qin       | Xu Tianhong  |
| 1996  | Lü Qin (6)      | Hu Ronghua   | Liu Dahua    |
| 1997  | Hu Ronghua (6)  | Liu Dahua    | Lü Qin       |
| 1998  | Xu Yinchuan (3) | Lü Qin       | Liu Dahua    |
| 1999  | Zhao Guorong    | Hu Ronghua   | Tao Hanming  |
| 2000  | Lü Qin (7)      | Hu Ronghua   | Zhao Guorong |
| 2001  | Lü Qin (8)      | Tao Hanming  | Xu Yinchuan  |
| 2002  | Lü Qin (9)      | Hu Ronghua   | Xu Yinchuan  |
| 2003  | Xu Yinchuan (4) | Yu Yonghua   | Wang Bin     |
| 2004  | Lü Qin (10)     | Xu Yinchuan  | Hu Ronghua   |
| 2005  | Xu Yinchuan (5) | Wang Yang    | Zhao Guorong |
| 2006  | Xu Yinchuan (6) | Hong Zhi     | Wang Yang    |
| 2007  | Xu Yinchuan (7) | Zhao Guorong | Hong Zhi     |
| 2008  | Xu Yinchuan (8) | Tao Hanming  | Zhao Xinxin  |
| 2009  | Lü Qin (11)     | Jiang Chuan  | Zhao Xinxin  |

### Coupe Bi Gui Yuan (碧桂园杯)
Épreuve individuelle la mieux dotée de l'histoire moderne du xiangqi, La Coupe Bi Gui Yuan a pris le relai de la coupe des cinq beliers; en 2017 le premier a reçu 700 000 yuans soit approximativement 90 000 euros le second 300 000 yuans soit environ 40 000 euros.
|    | Année | 1er             | 2e            | 3e            | 4e                      |
| -- | ----- | --------------- | ------------- | ------------- | ----------------------- |
| 1  | 2012  | Xu Yinchuan     | Hong Zhi      | Sun Yongzheng | Jiang Chuan             |
| 2  | 2013  | Xu Tianhong     | Yu Youhua     | Liu Dahua     | Zhao Xinxin             |
| 3  | 2014  | Sun Yongzheng   | Zheng Weitong | Zhao Xinxin   | Xie Jing                |
| 4  | 2015  | Wang Tianyi     | Zhao Xinxin   | Xu Yinchuan   | Zheng Weitong           |
| 5  | 2016  | Hong Zhi        | Zhao Xinxin   | Lü Qin        | Wang Tianyi             |
| 6  | 2017  | Wang Tianyi (2) | Zhao Xinxin   | Xu Yinchuan   | Zheng Weitong           |
| 7  | 2018  | Wang Tianyi (3) | Zheng Weitong | Xu Yinchuan   | Hong Zhi                |
| 8  | 2019  | Zheng Weitong   | Wang Tianyi   | Wang Yang     | Zhao Guo Rong           |
| 9  | 2020  | Jiang Chuan     | Wang Tianyi   | Zhao Xinxin   | Wang Yang Xu Yinchuan   |
| 10 | 2021  | Zheng Weitong   | Wang Tianyi   | Zhao Xinxin   | Jiang Chuan Xu Yinchuan |

### Coupe Yin Li
|    | Année | 1er         | 2e | 3e |
| -- | ----- | ----------- | -- | -- |
| 1  | 1990  | Lü Qin      |    |    |
| 2  | 1991  | Liu Dahua   |    |    |
| 3  | 1992  | Lü Qin      |    |    |
| 4  | 1993  | Liu Dahua   |    |    |
| 5  | 1994  |             |    |    |
| 6  | 1995  | Xu Yinchuan |    |    |
| 7  | 1996  |             |    |    |
| 8  | 1997  | Liu Dahua   |    |    |
| 9  | 1998  | Xü Yinchuan |    |    |
| 10 | 1999  | Lü Qin      |    |    |
| 11 | 2000  | Lü Qin      |    |    |
| 12 | 2001  | Xü Yinchuan |    |    |
| 13 | 2002  | Xü Yinchuan |    |    |
| 14 | 2003  | Xü Yinchuan |    |    |

### Ligue de xiangqi nationale - classement individuel
Classement réalisé a l'occasion du championnat national par équipe par sa formule (29 rondes en round robin) elle est un instrument d'évaluation du niveau réel des joueurs
|    | Année | 1er              | 2e               | 3e               | 4e               | 5e               | 6e               | 7e               | 8e               |
| -- | ----- | ---------------- | ---------------- | ---------------- | ---------------- | ---------------- | ---------------- | ---------------- | ---------------- |
| 1  | 2003  | Xu Yinchuan      | Sun Yongzheng    | Lü Qin           | Wang Yang        | Miao Yongpeng    | Yang Deqi        | Zhao Guorong     | Xie Jing         |
| 2  | 2004  | Zhao Guorong     | Lü Qin           | Xu Yinchuan      | Li Hongjia       | Hong Zhi         | Zhuang Yuting    | Wang Yang        | Hu Ronghua       |
| 3  | 2005  | Lü Qin           | Xu Yinchuan      | Hu Ronghua       | Wang Yang        | Jiang Chuan      | Jin Song         | Zhao Guorong     | Liu Dahua        |
| 4  | 2006  | Sun Yongzheng    | Zhao Guorong     | Hong Zhi         | Jiang Chuan      | Xu Yinchuan      | Lü Qin           | Yen Zihong       | Tao Hanming      |
| 5  | 2007  | Xu Yinchuan      | Wang Yang        | Sun Yongzheng    | Xie Kui          | Jiang Chuan      | Xie Jing         | Zhao Guorong     | Hong Zhi         |
| 6  | 2008  | Wang Yang        | Xu Yinchuan      | Jiang Chuan      | Zhao Xinxin      | Wang Bin         | Lü Qin           | Zhao Guorong     | Sun Yongzheng    |
| 7  | 2009  | Xu Yinchuan      | Jiang Chuan      | Zhao Xinxin      | Hong Zhi         | Wang Tianyi      | Xie Jing         | Li Shaogeng      | Zhao Guorong     |
| 8  | 2010  | Xu Yinchuan      | Jiang Chuan      | Hong Zhi         | Sun Yongzheng    | Huang Zhufeng    | Wang Yuefei      | Li Shaogeng      | Zhang Qiang      |
| 9  | 2011  | Jiang Chuan      | Zhao Xinxin      | Wang Yuefei      | Xu Yinchuan      | Wang Yang        | Nie Tiewen       | Zhang Qiang      | Zhao Guorong     |
| 10 | 2012  | Wang Tianyi      | Wangyang         | Xu Yinchuan      | Lü Qin           | Huang Zhufeng    | Hong Zhi         | Xu Guoyi         | Zhang Shenhong   |
| 11 | 2013  | Wang Yang        | Wang Tianyi      | Xu Yinchuan      | Jiang Chuan      | Ha Jichao        | Sun Yongzheng    | Xie Jing         | Zhao Guorong     |
| 12 | 2014  | Zhao Xinxin 36   | Wang Tianyi 35   | Xu Yinchuan 35   | Hao Jichao 34    | Wang Yang        | Zheng Weitong    | Jiang Chuan      | Zhao Guorong     |
| 13 | 2015  | Wang Tianyi 39   | Zheng Weitong 38 | Meng Chen 32     | Zhao Xinxin 32   | Shen Peng 31     | Hong Zhi 31      | Wang Yang 30     | Jiang Chuan 30   |
| 14 | 2016  | Xu Yinchuan 39   | Hao Jichao 38    | Jiang Chuan 37   | Zheng Weitong 36 | Sun Yongzheng 36 | Cui Ge 35        | Zhao Jincheng 35 | Xie Jing 35      |
| 15 | 2017  | Wang Tianyi 47   | Zheng Weitong 41 | Hong Zhi 38      | Xu Yinchuan 38   | Zhao Xinxin 37   | Hao Jichao 34    | Wang Yang 34     | Meng Cheng 32    |
| 16 | 2018  | Jiang Chuan 42   | Wang Tianyi 41   | Zhao Jincheng 37 | Hong Zhi 36      | Xie Jing 36      | Zheng Weitong 34 | Cao Yanlei 34    | Xu Yinchuan 34   |
| 17 | 2019  | Wang Tianyi 43   | Zheng Weitong 42 | Hong Zhi 39      | Zhao Xinxin 38   | Hao Jichao 36    | Xu Yinchuan 35   | Xie Jing 35      | Wu Junqiang 34   |
| 18 | 2020  | Wang Tianyi 34   | Meng Chen 32     | Jiang Chuan 30   | Zheng Weitong 30 | Xu Yinchuan 28   | Xu Chao 28       | Xie Jing 28      | Sun Yongzheng 28 |
| 19 | 2021  | Zheng Weitong 44 | Wang Tianyi 36   | Zhao XinXin 34   | Xu Yinchuan 34   | Hong Zhi 32      | Lu Weitao 30     | Shen Peng 30     | Zhao Panwei 30   |

## Championnats du Vietnam
Des championnats nationaux de xiangqi (vi) ont été organisés au Vietnam à plusieurs époques de son histoire, et ce dès les années 1930. Ceux-ci ont cependant cessé de se tenir pendant près de 20 ans après la fin de la guerre du Vietnam, leur organisation n'ayant repris qu'en 1992 pour les hommes, et en 1994 pour les femmes.
| Année | Vainqueur                   | 2e                  | 3e                           |
| ----- | --------------------------- | ------------------- | ---------------------------- |
| 1992  | Mai Thanh Minh              | Trần Văn Ninh       | Diệp Khai Nguyên             |
| 1993  | Mai Thanh Minh              | Trịnh A Sáng        | Trần Văn Ninh                |
| 1994  | Mai Thanh Minh              | Trần Văn Ninh       | Mong Nhi                     |
| 1995  | Mai Thanh Minh              | Trương Á Minh       | Võ Văn Hoàng Tùng            |
| 1996  | Trịnh A Sáng                | Diệp Khai Nguyên    | Bùi Dương Trân               |
| 1997  | Trương Á Minh (vi)          | Mai Thanh Minh      | Trịnh A Sáng                 |
| 1998  | Mai Thanh Minh (vi)         | Trần Đình Thủy      | Đào Cao Khoa                 |
| 1999  | Đào Cao Khoa (vi)           | Trịnh A Sáng        | Mai Thanh Minh               |
| 2000  | Trịnh A Sáng                | Mong Nhi            | Diệp Khai Nguyên             |
| 2001  | Trịnh A Sáng                | Mai Thanh Minh      | Võ Văn Hoàng Tùng            |
| 2002  | Trịnh A Sáng                | Trương Á Minh       | Đào Quốc Hưng                |
| 2003  | Đặng Hùng Việt (vi)         | Trần Đình Thủy      | Trần Văn Ninh                |
| 2004  | Nguyễn Vũ Quân              | Đào Cao Khoa        | Nguyễn Hoàng Lâm             |
| 2005  | Nguyễn Vũ Quân              | Trịnh A Sáng        | Võ Văn Hoàng Tùng            |
| 2006  | Trịnh A Sáng                | Nguyễn Thành Bảo    | Nguyễn Hoàng Lâm             |
| 2007  | Nguyễn Thành Bảo            | Nguyễn Vũ Quân      | Tôn Thất Nhật Tân            |
| 2008  | Trịnh A Sáng                | Võ Văn Hoàng Tùng   | Nguyễn Hoàng Lâm             |
| 2009  | Nguyễn Vũ Quân (vi)         | Nguyễn Trần Đỗ Ninh | Nguyễn Thành Bảo             |
| 2010  | Võ Minh Nhất (vi)           | Nguyễn Hoàng Lâm    | Vũ Hữu Cường                 |
| 2011  | Nguyễn Thành Bảo (vi)       | Nguyễn Hoàng Lâm    | Bùi Dương Trân               |
| 2012  | Nguyễn Hoàng Lâm (vi)       | Đào Quốc Hưng       | Tôn Thất Nhật Tân            |
| 2013  | Lại Lý Huynh (vi)           | Nguyễn Trần Đỗ Ninh | Tôn Thất Nhật Tân            |
| 2014  | Lại Lý Huynh                | Nguyễn Hoàng Lâm    | Huỳnh Linh                   |
| 2015  | Trịnh A Sáng (vi)           | Lại Lý Huynh        | Nguyễn Hoàng Lâm             |
| 2016  | Lại Lý Huynh                | Trần Văn Ninh       | Võ Minh Nhất                 |
| 2017  | Đặng Hữu Trang (vi)         | Lại Lý Huynh        | Vũ Hữu Cường                 |
| 2018  | Lại Lý Huynh                | Trần Thanh Tân      | Nguyễn Hoàng Kiên            |
| 2019  | Uông Dương Bắc (vi)         | Lại Lý Huynh        | Vũ Quốc Đạt                  |
| 2020  | Đặng Cửu Tùng Lân (vi)      | Lại Lý Huynh        | Đặng Hữu Trang Trương Á Minh |
| 2021  | Lại Lý Huynh                | Trịnh A Sáng        | Uông Dương Bắc               |
| 2022  | Nguyễn Minh Nhật Quang (vi) | Nguyễn Thành Bảo    | Tôn Thất Nhật Tân            |

## Tournois internationaux
Le Xiangqi s'appuyant sur la diaspora chinoise a entamé une importante politique d'internationalisation.

### Championnats du Monde

#### Résultats
|    | Année et lieu                     | Rang                                     | Podium masculin                          | Podium féminin                          |
| -- | --------------------------------- | ---------------------------------------- | ---------------------------------------- | --------------------------------------- |
| 1  | 1990, Singapour                   | champion(ne) vice-champion(ne) troisième | LU Qin HU Ronghua WU Kui Lin             | TEO Sim Hua HUANG Yuying CHAU Fang Ling |
| 2  | 1991, Kunming (Chine)             | champion(ne) vice-champion(ne) troisième | ZHAO Guorong LI Laiqun MA Zhong Wei      | HU Ming TEO Sim Hua CHIENG Ming Chuo    |
| 3  | 1993, Pékin (Chine)               | champion(ne) vice-champion(ne) troisième | XU Tianhong ZHAO Guorong WU Kui Lin      | HU Ming HUANG Yuying Diana CHAN         |
| 4  | 1995, Singapour                   | champion(ne) vice-champion(ne) troisième | LU Qin WU Kui Lin TAO Hanming            | HUANG Yuying HU Ming LIU Bijun          |
| 5  | 1997, Hong Kong (Chine)           | champion(ne) vice-champion(ne) troisième | LU Qin XU Yinchuan WU Kui Lin            | LIN Ye GAO Yiping GUO Shulong           |
| 6  | 1999, Shanghai (Chine)            | champion(ne) vice-champion(ne) troisième | XU Yinchuan YAN Wenqing WU Kui Lin       | JIN Haiying LI Chen CHIENG Ming Chuo    |
| 7  | 2001, Macao (Chine)               | champion(nes) vice-champion troisième    | LU Qin HU Ronghua WU Kui Lin             | WANG Linna et GAO Yiping HUANG Zi Jun   |
| 8  | 2003, Hong Kong (Chine)           | champion(ne) vice-champion(ne) troisième | XU Yinchuan YU Youhua WU Kui Lin         | GUO Liping GAO Yiping LIU Bijun         |
| 9  | 2005, Paris (France)              | champion(ne) vice-champion(ne) troisième | LU Qin LEI Kam Fun NGUYEN Vũ Quân        | GUO Liping GAO Yiping HUANG Yuying      |
| 10 | 2007, Macao (Chine)               | champion(ne) vice-champion(ne) troisième | XU Yinchuan HONG Zhi NGUYEN Thành Bảo    | WU Xia NGO Lan Hương GAO Yiping         |
| 11 | 2009, Xintai                      | champion(ne) vice-champion(ne) troisième | ZHAO Xinxin NGUYEN Thành Bảo John MOU    | YOU Yingqin NGO Lan Hương GAO Yiping    |
| 12 | 2011, Jakarta (Indonésie)         | champion(ne) vice-champion(ne) troisième | JIANG Chuan XU Yinchuan NGUYEN Thành Bảo | TANG Dan NGUYEN Hoàng Yến JIA Dan       |
| 13 | 2013, Huizhou (Chine)             | champion(ne) vice-champion(ne) troisième | Wang Tianyi SUN Yongzheng CAO Yan Lei    | TANG Dan NGUYEN Hoàng Yến JIA Dan       |
| 14 | 2015, Munich (Allemagne)          | champion(ne) vice-champion(ne) troisième | ZHENG Weitong XIE Jing CAO Yan Lei       | WANG Linna JIA Dan HO Thị Thanh Hồng    |
| 15 | 2017, Manille (Philippines),      | champion(ne) vice-champion(ne) troisième | Wang Tianyi ZHENG Weitong CAO Yan Lei    | TANG Dan NGUYEN Hoàng Yến YU Ting Ting  |
| 16 | 2019, Vancouver (Canada)          | champion(ne) vice-champion(ne) troisième | Xu Chao WONG Hok Him CHEN Hongsheng      | JIA Dan TANG Dan CAO Phương Thanh       |
| 17 | 2022, Kuching (Malaisie)          | champion(ne) vice-champion(ne) troisième | Wang Tianyi FUNG Ga Zen NGUYEN Thành Bảo | ZUO Wenjing CHEN Xinglin NGO Lan Hương  |
| 18 | 2023, Houston, Texas (Etats-Unis) | champion(ne) vice-champion(ne) troisième | Meng Chen LAI Lý Huynh WOO Alvin         | TANG Sinan LIU Huan NGO Lan Hương       |

Quelques informations sur les médaillés des championnats du Monde.

#### Tableau des médailles
| Rang  | Nation      | Or | Argent | Bronze | Total |
| ----- | ----------- | -- | ------ | ------ | ----- |
| 1     | Chine       | 32 | 18     | 1      | 51    |
| 2     | Taiwan      | 1  | 3      | 9      | 13    |
| 3     | États-Unis  | 1  | 1      | 3      | 5     |
| 4     | Canada      | 1  | 1      | 2      | 4     |
| 5     | Singapour   | 1  | 1      | 3      | 5     |
| 6     | Italie      | 1  | 0      | 0      | 1     |
| 7     | Viêt Nam    | 0  | 7      | 6      | 13    |
| 8     | Macao       | 0  | 1      | 3      | 4     |
| 9     | France      | 0  | 1      | 0      | 1     |
| 9     | Hong Kong   | 0  | 2      | 0      | 2     |
| 11    | Australie   | 0  | 0      | 4      | 4     |
| 11    | Malaisie    | 0  | 0      | 4      | 4     |
| 13    | Royaume-Uni | 0  | 0      | 1      | 1     |
| Total | Total       | 37 | 35     | 36     | 108   |

MàJ : novembre 2023

### Championnat d'Asie

#### Championnat d'Asie individuel masculin
|    | Année | Lieu                          | 1er              | 2e             | 3e             |
| -- | ----- | ----------------------------- | ---------------- | -------------- | -------------- |
| 1  | 1981  | Bangkok Thaïlande             | Chen Xiaokun     | Li Laiqun      | Hu Ronghua     |
| 2  | 1985  | Singapour                     | Lü Qin           | Hu Ronghua     | Liu Danzhong   |
| 3  | 1987  | Macao                         | Bu Fengbo        | Xu Tianhong    | Yang Junhua    |
| 4  | 1989  | Manille Philippines           | Zhao Guorong     | Lü Qin         | Zhen Zhengwei  |
| 5  | 1991  | Sandakan (Malaisie orientale) | Hu Ronghua       | Yu Zhongming   | Yan Wenqing    |
| 6  | 1993  | Thaïlande                     | Hu Ronghua       | Liu Dianzhong  | Ma Zhongwei    |
| 7  | 1995  | Kuala Lumpur Malaisie         | Xu Yinchuan      | Yu Yuhua       | Zhang Yaming   |
| 8  | 1997  | Baie de Siribaga Brunei       | Yu Yuhua         | Li Zhiping     | Huang Zhiqiang |
| 9  | 1999  | Manille Philippines           | Jin Bo           | Bu Fengbo      | Lei Kamfun     |
| 10 | 2001  | Vũng Tàu Viêt Nam             | Nie Tiewen       | Hong Zhi       | Zheng Yasheng  |
| 11 | 2003  | Singapour                     | Huang Hailin     | Jiang Chuan    | Chiu Yukuen    |
| 12 | 2005  | Manille Philippines           | Sun Yongzheng    | Jiang Chuan    | Zhao Yuquan    |
| 13 | 2007  | Medan Indonésie               | Pan Zhenbo       | Zhao Guorong   | Lei Kamfun     |
| 14 | 2009  | Penang Malaisie               | Lü Qin           | Ma Chungwei    | Hong Zhi       |
| 15 | 2011  | Macao                         | Hoang Lam Nguyen | Duong Tran Bui | Ma Chungwei    |
| 16 | 2013  | Sydney Australie              | Xu Yinchuan      | Hong Zhi       | Chong Heuming  |
| 17 | 2015  | Singapour                     | Wang Tianyi      | Zheng Weitong  | Cao Yanlei     |
| 18 | 2017  | Phnom Penh Cambodge           | Zhao Xinxin      | Zheng Weitong  | Cao Yanlei     |
| 19 | 2019  | Malaisie                      | Zheng Weitong    | Wang Tianyi    | Liu Zijian     |

#### Championnat d'Asie par équipes
|    | Année | Lieu                       | 1er   | 2e        | 3e        |
| -- | ----- | -------------------------- | ----- | --------- | --------- |
| 12 | 2002  | Kuala Lampur Malaisie      | Chine | Viêt Nam  | Taiwan    |
| 13 | 2004  | Beijing Chine              | Chine | Viêt Nam  | Taiwan    |
| 14 | 2006  | Vung Tao Viêt Nam          | Chine | Hong Kong | Taiwan    |
| 15 | 2008  | Singapour                  | Chine | Viêt Nam  | Taiwan    |
| 16 | 2010  | Penang Malaisie            | Chine | Viêt Nam  | Hong Kong |
| 17 | 2012  | Manille Philippines        | Chine | Viêt Nam  | Hong Kong |
| 18 | 2014  | Gold Coast Australie       | Chine | Viêt Nam  | Macao     |
| 19 | 2016  | Kuching Malaisie Orientale | Chine | Viêt Nam  | Macao     |

#### Tableau des médailles
| Rang  | Nation      | Or | Argent | Bronze | Total |
| ----- | ----------- | -- | ------ | ------ | ----- |
| 1     | Chine       | 26 | 15     | 4      | 45    |
| 2     | Viêt Nam    | 1  | 8      | 2      | 11    |
| 3     | Taiwan      | 0  | 1      | 7      | 8     |
| 4     | Hong Kong   | 0  | 1      | 5      | 6     |
| 5     | Macao       | 0  | 1      | 4      | 5     |
| 6     | Indonésie   | 0  | 1      | 0      | 1     |
| 7     | Philippines | 0  | 0      | 2      | 2     |
| Total | Total       | 27 | 27     | 27     | 81    |

MàJ : mars 2018

### Coupe Han Xin
| Année | Vainqueur   | 2e          | 3e             |
| ----- | ----------- | ----------- | -------------- |
| 2009  | Xu Yinchuan | Wang Yang   | Hong Zhi       |
| 2010  | Xu Yinchuan | Jiang Chuan | Wu Guilin      |
| 2011  | Jiang Chuan | Wang Bin    | Zhao Guorong   |
| 2012  | Xu Yinchuan | Zhao Xinxin | Jiang Chuan    |
| 2013  | Wang Tianyi | Hong Zhi    | Xu Yinchuan    |
| 2014  | Wang Bin    | Wang Tianyi | Huang Xueqiang |
| 2015  | Wang Tianyi | Sun Yiyang  | Zheng Weitong  |
| 2016  | Cao Yanlei  | Lai Lihuynh | Zheng Weitong  |
| 2017  | Chen Ming   | Zhao Xinxin | Cao Yanlei     |
| 2018  | Wang Tianyi | Xie Jing    | Hong Zhi       |

### Jeux mondiaux des sports de l'esprit

#### Podiums
| Année | Ville | Vainqueur | 2e          | 3e          |
| ----- | ----- | --------- | ----------- | ----------- |
| 2008  | Pékin | Wang Yang | Jiang Chuan | Zhao Ruquan |

| Année | Ville | Vainqueur   | 2e       | 3e           |
| ----- | ----- | ----------- | -------- | ------------ |
| 2008  | Pékin | Xu Yinchuan | Hong Zhi | Look Kongdwa |
| 2012  | Lille | Chunlin Wan | Jing Xie | Qiang Zhang  |

| Année | Ville | Vainqueur    | 2e            | 3e            |
| ----- | ----- | ------------ | ------------- | ------------- |
| 2008  | Pékin | Wang linna   | Zhao Guanfang | Ngo Lan Huong |
| 2012  | Lille | Li Chun Chen | Dan Tang      | Bing Han      |

| Année | Ville | Vainqueur | 2e       | 3e        |
| ----- | ----- | --------- | -------- | --------- |
| 2008  | Pékin | Chine     | Viet Nam | Hong Kong |
| 2012  | Lille | Chine     | Viet Nam | Hong Kong |

| Année | Ville | Vainqueur | 2e        | 3e       |
| ----- | ----- | --------- | --------- | -------- |
| 2008  | Pékin | Chine     | Australie | Viet Nam |

| Année | Ville | Vainqueur | 2e          | 3e          |
| ----- | ----- | --------- | ----------- | ----------- |
| 2012  | Lille | Jing Xie  | Chuan Jiang | Qiang Zhang |

| Année | Ville | Vainqueur    | 2e       | 3e       |
| ----- | ----- | ------------ | -------- | -------- |
| 2012  | Lille | Li Chun Chen | Dan Tang | Bing Han |

#### Tableau des médailles
| Rang  | Nation    | Or | Argent | Bronze | Total |
| ----- | --------- | -- | ------ | ------ | ----- |
| 1     | Chine     | 10 | 7      | 4      | 22    |
| 2     | Viêt Nam  | 0  | 2      | 2      | 4     |
| 3     | Australie | 0  | 1      | 0      | 1     |
| 4     | Hong Kong | 0  | 0      | 3      | 3     |
| 5     | Malaisie  | 0  | 0      | 1      | 1     |
| Total | Total     | 10 | 10     | 10     | 30    |

### Jeux asiatiques
Le xiangqi était présent aux jeux asiatiques de 2010, 26 athlètes venus de 10 pays se sont affrontés durant les deux épreuves (en), ainsi qu'aux jeux asiatiques de 2022 durant lesquels s'est ajoutée une épreuve par équipe. L'édition de 2022 (en) a vu concourir trente-neuf joueurs venus de neuf pays différents. Il n'y a pas eu de tournoi de xiangqi durant les autres éditions.

#### Podiums en 2010
| Épreuve                     | Or               | Argent                     | Bronze               |
| --------------------------- | ---------------- | -------------------------- | -------------------- |
| Tournoi individuel masculin | Hong Zhi (Chine) | Nguyễn Thành Bảo (Vietnam) | Lü Qin (Chine)       |
| Tournoi individuel féminin  | Tang Dan (Chine) | Wang Linna (Chine)         | Gao Yi-ping (Taiwan) |

#### Podiums en 2022
| Épreuve                     | Or                    | Argent             | Bronze                    |
| --------------------------- | --------------------- | ------------------ | ------------------------- |
| Tournoi individuel masculin | Zheng Weitong (Chine) | Zhao Xinxin(Chine) | Lay Li Huynh (Vietnam)    |
| Tournoi individuel féminin  | Zuo Wenjing (Chine)   | Wang Lina (Chine)  | Ngo Lan Huong (Singapour) |
| Tournoi par équipe          | Chine                 | Vietnam            | Hongkong                  |

#### Tableau des médailles
| Rang  | Nation    | Or | Argent | Bronze | Total |
| ----- | --------- | -- | ------ | ------ | ----- |
| 1     | Chine     | 5  | 3      | 1      | 9     |
| 2     | Viêt Nam  | 0  | 2      | 1      | 1     |
| 3     | Taiwan    | 0  | 0      | 1      | 1     |
| 3     | Singapour | 0  | 0      | 1      | 1     |
| 3     | Hongkong  | 0  | 0      | 1      | 1     |
| Total | Total     | 5  | 5      | 5      | 15    |

### Jeux asiatiques en salle
Le xiangqi a également figuré au programme des jeux asiatiques en salle, mais seulement à l'édition de 2007 (en) et à celle de 2009.

#### Podiums
| Année     | Ville | Vainqueur | 2e           | 3e            |
| --------- | ----- | --------- | ------------ | ------------- |
| 2007 (en) | Macao | Wang Yang | Kng Ter Yong | Choi Hou Wa   |
| 2009 (en) | Hanoi | Wang Bin  | Xie Jing     | Chan Chun Kit |

| Année     | Ville | Vainqueur | 2e       | 3e        |
| --------- | ----- | --------- | -------- | --------- |
| 2007 (en) | Macao | Chine     | Viêt Nam | Hong Kong |
| 2009 (en) | Hanoi | Chine     | Viêt Nam | Hong Kong |

| Année     | Ville | Vainqueur   | 2e             | 3e          |
| --------- | ----- | ----------- | -------------- | ----------- |
| 2007 (en) | Macao | Xu Yinchuan | Nguyễn Vũ Quân | Lei Kam Fun |

| Année     | Ville | Vainqueur     | 2e          | 3e          |
| --------- | ----- | ------------- | ----------- | ----------- |
| 2007 (en) | Macao | Ngô Lan Hương | Chen Lichun | Teo Sim Hua |

#### Tableau des médailles
| Rang  | Nation    | Or | Argent | Bronze | Total |
| ----- | --------- | -- | ------ | ------ | ----- |
| 1     | Chine     | 5  | 2      | 0      | 6     |
| 2     | Viêt Nam  | 1  | 4      | 0      | 5     |
| 3     | Singapour | 0  | 1      | 1      | 2     |
| 4     | Hong Kong | 0  | 0      | 3      | 3     |
| 5     | Macao     | 0  | 0      | 2      | 2     |
| Total | Total     | 6  | 6      | 6      | 18    |